# Wethersfield
Wethersfield é uma Região censo-designada localizada no estado americano de Connecticut, no Condado de Hartford. Muitos documentos da época colonial se referem à região como "Weathersfield", enquanto os nativos a chamavam de "Pyquag".

## Demografia
Segundo o censo americano de 2000, a sua população era de 26.271 habitantes.

## Geografia
De acordo com o United States Census Bureau tem uma área de 34,0 km², dos quais 32,1 km² cobertos por terra e 1,9 km² cobertos por água.

## Localidades na vizinhança
O diagrama seguinte representa as localidades num raio de 16 km ao redor de Wethersfield.